# Ihor Razorionow
Ihor Anatolijowycz Razorionow (ukr. Ігор Анатолійович Разорьонов, ur. 25 marca 1970 w Łymanie) – ukraiński sztangista. Srebrny medalista olimpijski z Aten.
Zawody w 2004 były jego trzecimi igrzyskami olimpijskimi, wcześniej brał w nich udział w 1996 i 2000. Po srebro sięgnął w wadze do 105 kilogramów. Sięgnął po cztery medale mistrzostw awista: dwa złote (1995 i 1998) oraz dwa brązowe (1993 i 2001). Na mistrzostwach Europy wywalczył brązowy medal w 1994 i złoto w 2003. Podczas igrzysk w Pekinie w 2008 został przyłapany na stosowaniu środków dopingujących i zdyskwalifikowany.